# Europarltv
Europarltv é a plataforma oficial de transmissão audiovisual em linha do Parlamento Europeu. O serviço inclui transmissões em directo das sessões parlamentares e das reuniões das comissões, conteúdos em arquivo, debates e vídeos formativos. A maioria do conteúdo tem locução e legendas nas 22 línguas oficiais da União Europeia.
A europarltv foi lançada a 17 de Setembro de 2008. O conteúdo é produzido pela agência de comunicação Mostra, em Bruxelas. A plataforma técnica é gerida por uma empresa de transmissões e comunicações, sediada em Plymouth, Twofour. O canal é financiado através do orçamento do Parlamento.

## Ligação
- Sítio da Europarltv